# 内卡河畔苏尔茨
内卡河畔苏尔茨（德語：Sulz am Neckar，發音：[ˈzʊlts ʔam ˈnɛkaʁ]）是德国巴登-符腾堡州弗赖堡行政区罗特韦尔县的城市，面积87.62平方千米，2023年12月31日人口为12,760人。